# サラデーン駅
サラデーン駅（サラデーンえき、タイ語: สถานีศาลาแดง ）は、タイ王国のバンコク都バーンラック区にある、バンコク・スカイトレイン シーロム線の駅である。駅番号は「S2」。
バンコク・メトロのシーロム駅と乗り換え通路がある。

## 概要
高架式3層構造で地上部分はシーロム通りとなっている。2階部分は改札・連絡通路となっており改札口前後のスペースは「スカイウォーク」（スカイブリッジとも）と呼ばれる自由通路として使われている。特にシーロム通りの歩行者の横断は容易ではないため、歩道橋としても役割も大きい。また、タニヤ・プラザBTSウイングと直結している。

## 駅構造
相対式ホーム2面2線の高架駅である。2014年より可動式ホーム柵（ホームドア）の使用を開始した。

### 駅階層
| 3階                                |                                                           |                        |
| 相対式ホーム（可動式ホーム柵有り） |                                                           |                        |
| 3番線・下り■シーロム線             | →チョーンノンシー、ウォンウィアン・ヤイ、バーンワー方面   |                        |
| 4番線・上り■シーロム線             | ←ラーチャダムリ、サイアム、サナームキラーヘンチャート方面 |                        |
| 相対式ホーム（可動式ホーム柵有り） |                                                           |                        |
| 2階                                | コンコース                                                | 自動券売機、自動改札口 |
| 1階                                | 出入口                                                    | シーロム通り           |

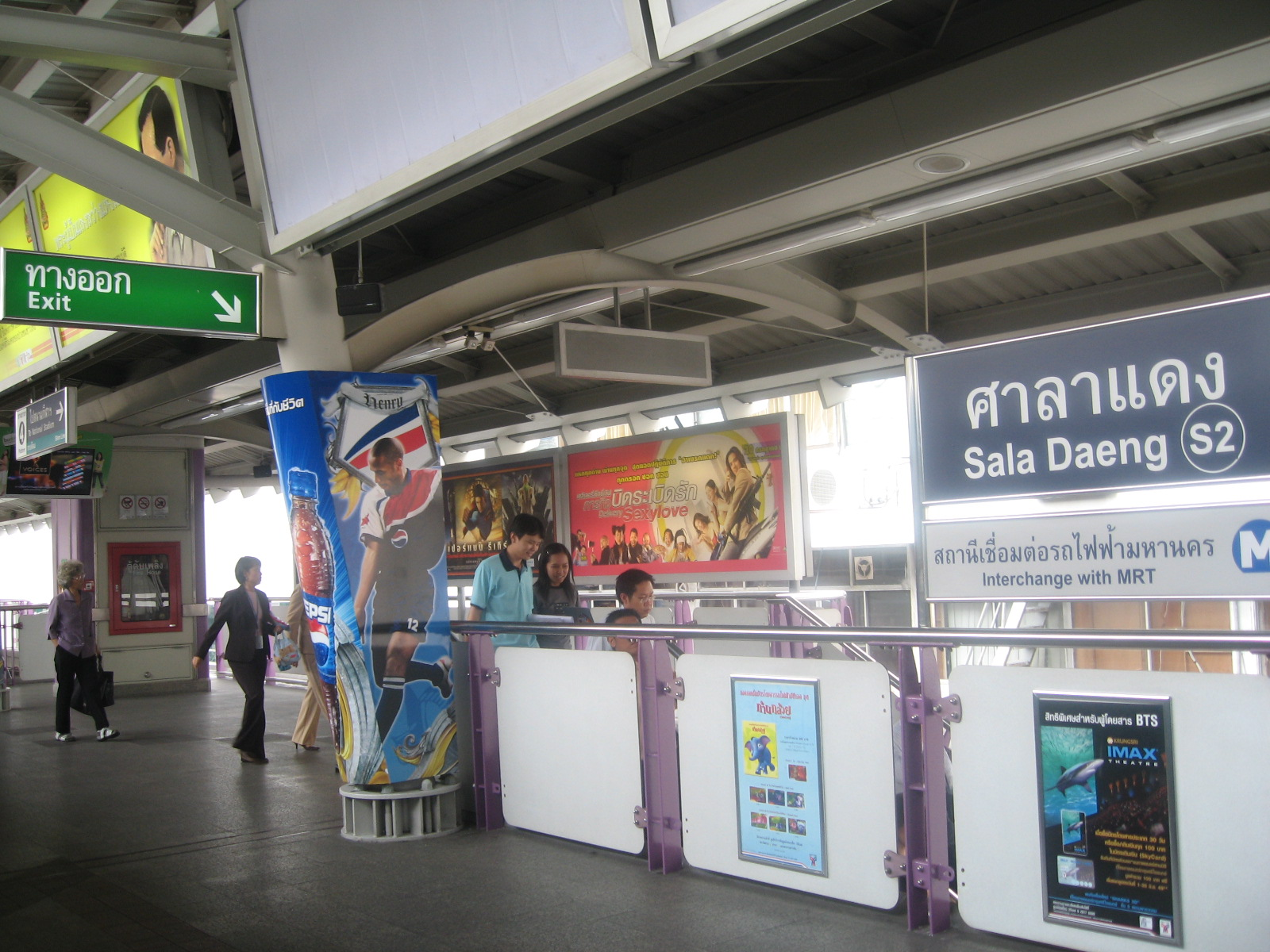
サラデーン駅のプラットホーム
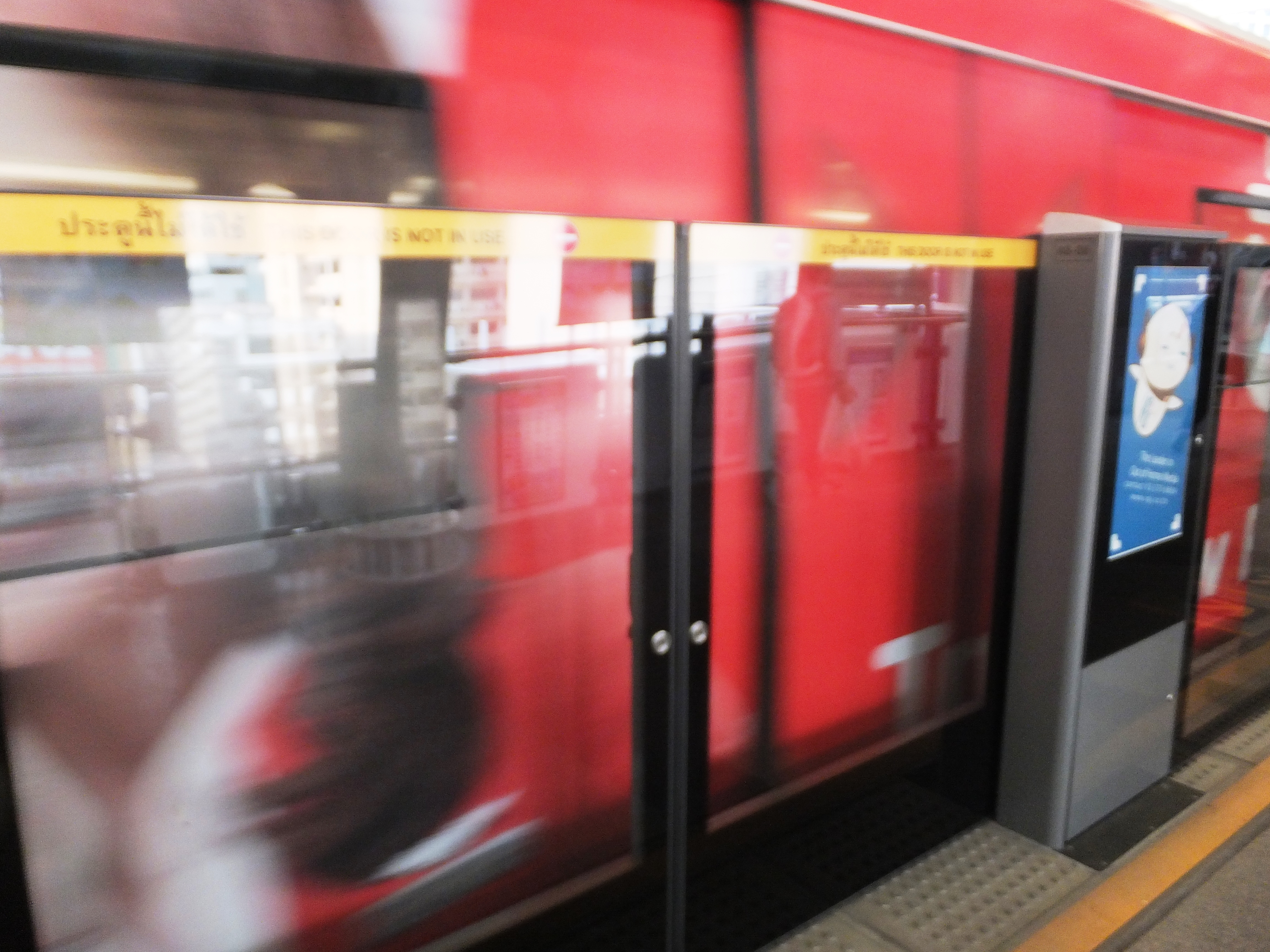
ホームドア。デジタルサイネージで動画による広告も表示する。

## 駅周辺

### ラーマ4世通り
- ルンピニー公園
- チュラコンローン病院
- バンコク・メトロシーロム駅
- デュシタニ・バンコク（ホテル）
  - 将軍（日本料理）
- チャーン・イサラビル1
  - 江戸屋
  - 味里
- ラマランドビル
  - HITACHI

### シーロム通り
- CPタワー
  - ANA
- リバティ・スクエア
  - シミコ証券
- カモンスコソンビル
- パッポン通り
- バンコク銀行本店
- ブーンミットビル
  - 産経旅行
- ヤダビル
- シーロム・コンプレックス
  - 東京堂書店

#### ユナイテッド・センタービル
- 2F
  - ベルリッツ
- 20F
  - JALUX
- 29F
  - タイ・キリンビール

### タニヤ通り
- 有馬温泉
- 築地
- 東海
- 牛野家
- すし幸
- 魚ふく
- まとい寿司
- 桃太郎
- あろい（焼肉）

#### タニヤ・プラザ
- 1F
  - DON DON DONKI Thaniya Plaza店（2023年1月23日オープン[1]）
- 2F
  - DON DON DONKI Thaniya Plaza店
  - 味楽
  - れんが家
- 4F
  - World
- 23F
  - PA&CA

#### タニヤ・プラザBTSウイング
- 2F
  - ダイソー、青りんご
- 3F
  - 大戸屋
- 4F
  - ニュー東洋トラベル